# 2012-2013 리그 오브 레전드 챔피언스 윈터
리그 오브 레전드 챔피언스 윈터 2012-2013는 온게임넷, 나이스게임TV의 공동 주최로 이루어지는 세 번째 리그 오브 레전드 정규리그이다.

## 대회 개요

### 후원
올림푸스한국의 영상사업본부장 이승원 이사는 "전 세계 젊은 층에게 폭발적인 반응을 얻고 있는 온게임넷 LOL 리그 후원을 통해 올림푸스의 젊고 역동적인 이미지를 더욱 알릴 수 있는 기회가 될 것으로 기대된다"며 "이번 대회의 성공적인 진행을 위해 아낌없는 지원을 할 예정"이라고 밝혔다.

### 달라진점
- 종전 16강 본선에서 12강 조별 풀리그 후 8강 토너먼트 방식으로 본선을 진행하게 된다.
- 상금 배분 : 서머 시즌 1위 상금이 5천만원에서 8천만원으로 늘어났고, 이번 윈터시즌은 12강진출팀도 천만원을 지급 받는다. 총 상금은 2억 5천만원으로 늘어났다.
- 하부리그인 NLB(나이스게임TV 리그오브레전드 배틀)과의 연계강화와 함께 NLB가 리그 개편을 하면서 이번 롤챔스에서는 12강과 8강에서 탈락한 선수들은 NLB로 강등된다. 12강에서 탈락한 팀은 컨디션 헛개수 NLB Winter 2012-2013의 플래티넘리그로, 8강에서 탈락한팀은 다이아리그로 내려가게 된다.
- 시드챌린지 : 시드챌린지가 종전 롤챔스 4위팀 vs NLB 우승팀이 본선시드를 놓고 다퉜으니 이번 롤챔스에서는 NLB 우승팀이 차기시즌 본선직행을 하게 되면서 12강 각조 5위팀이 예선시드를 놓고 시드챌린지를 하게 된다.
- 토요일 경기는 전용준-강민-김동준조합이 아닌 성승헌-복한규-김동준조합이 중계하게 되고 이 중계진은 8강까지 중계하며 8강에서는 수요일 경기를 중계한다.

### 대회 방식
- 1차 예선 : 3전 2선승제로 진행되며, 전략 누출을 우려해 언론 비공개로 진행된다.[1]
- 2차 예선 : 지난 서머 시즌에서 예선 시드를 받은 7팀과 온라인 예선과 1차 오프라인 예선을 뚫고 올라온 7팀의 토너먼트 대결로 진행된다. 모든 대결은 5전 3선승제로 진행하며 1세트부터 4세트까지는 드래프트픽, 5세트는 블라인드픽으로 진행한다.[2]
- 12강 : 홈&어웨이 방식 2연전, 전 경기 드래프트 픽
- 8강 : 토너먼트, 5전 3선승제. 1~4경기 드래프트픽. 5경기 블라인드픽
- 4강 : 4강 진출팀, 5전 3선승제로 2차전을 치른 후 1승 1패일경우 단판 데스매치 진행. 1~4경기 드래프트픽. 5경기 블라인드픽 / 단판 데스매치는 블라인드 픽으로 진행된다.
- 3~4위전 및 시드챌린지 : 5전 3선승제, 1~4경기 드래프트픽. 5경기 블라인드픽
- 결승전 : 5전 3선승제, 1~4경기 드래프트픽. 5경기 블라인드픽

### 대회 일정
- 1차 예선 : 2012년 10월 23일 (오전조 - 11시, 오후조 - 1시)
- 2차 예선 : 2012년 10월 24일 ~ 2012년 11월 28일 (25일과 28일은 더블헤더 방송)
- 정규리그
  - 12강 : 2012년 11월 9일 ~ 2012년 12월 22일
  - 8강 : 2012년 12월 26일 ~ 2013년 1월 4일
  - 4강 : 2013년 1월 9일 ~ 2013년 1월 18일
  - 3,4위전 ,시드챌린지 : 2013년 1월 23일 ~ 2013년 1월 25일
  - 결승전 : 2013년 2월 2일

### 상금
상금규모 - 총 2억 6천만원
- 우승 - 8000만원
- 준우승 - 4000만원
- 3위 - 2400만원
- 4위 - 1800만원
- 5~8위 - 1200만원
- 9~12위 - 1000만원
- 시즌 MVP 선수 - 1000만원

### 경기장
- 16강 개막전 - 부산 벡스코 오디토리움[3]
- 본선리그 - 용산 이스포츠 상설 경기장
- 결승전 - 서울 한양대학교 올림픽체육관

## 예선전

### 1차 예선
| 팀 1          | 결과   | 팀 2        |
| ------------- | ------ | ----------- |
| LOLQ 템페스트 | -      | Guts        |
| NaB           | -      | IFD         |
| Lunatic       | -      | TEam Dry    |
| TOT           | -      | Call        |
| Psw Ares      | -      | AMGN Gaming |
| BBT           | 부전승 | Team X      |

### 2차 예선
| 팀 1         | 결과 | 팀 2     |
| ------------ | ---- | -------- |
| Najin Shield | 3-0  | Psw Ares |
| CJ ENTUS     | 3-0  | NaB      |
| MVP White    | 3-2  | BBT      |
| KT Rolster B | 3-0  | Call     |
| KT Rolster A | 3-0  | LEO Rock |
| GSG          | 3-0  | Guts     |
| MVP Blue     | 3-0  | Team Dry |

## 진출팀
- 시드 : AZUBU Frost, NaJin Sword, AZUBU Blaze, Xenics Storm, LG IM
- 본선 진출팀 : Najin Shield, CJ 엔투스, MVP 화이트, KT 롤스터 B, KT 롤스터 A, GSG, MVP 블루

## 본선

### 12강
12강 조추첨에 따라 결정된 조에 따라서 홈&어웨이 개념으로 2연전을 진행한다. 2대 0일 경우 승점 3점, 1대 1 동률일 경우 승점 1점을 획득하는 방식으로 조별로 승점 가산을 통해 순위를 매긴다. 동률 팀의 순위는 승률, 세트 득실, 승자 승, 분당 KDA(Kill, Death, Assist) 포인트 순으로 순위를 매긴다. 4주차에는 현재 각조 순위를 기준으로 대진을 정해서 인터리그도 실시될 예정이며, 5/6위는 NLB 플래티넘리그(3Round)로 강등된다. 각 조 6위는 차기 시즌 오프라인 예선 시드를 받지 못하며, 또한 각 조 5위끼리 맞붙는 시드 챌린지의 승리팀에게만 차기 시즌 시드를 부여한다.

#### A조
| 순위 | 팀           | 경기수 | 승 | 무 | 패 | 승점 | 세트득실 | 비고         |
| ---- | ------------ | ------ | -- | -- | -- | ---- | -------- | ------------ |
| 1    | Azubu Frost  | 6      | 2  | 4  | 0  | 10   | 4        | 8강진출      |
| 2    | MVP White    | 6      | 2  | 3  | 1  | 9    | 2        | 8강진출      |
| 3    | LG-IM        | 6      | 2  | 3  | 1  | 9    | 2        | 8강진출      |
| 4    | KT Rolster A | 6      | 1  | 5  | 0  | 8    | 2        | 8강진출      |
| 5    | Najin Shield | 6      | 1  | 3  | 2  | 6    | -2       | 시드챌린지   |
| 6    | Team OP      | 6      | 0  | 3  | 3  | 3    | -6       | 오프라인예선 |

#### B조
| 순위 | 팀           | 경기수 | 승 | 무 | 패 | 승점 | 세트득실 | 비고         |
| ---- | ------------ | ------ | -- | -- | -- | ---- | -------- | ------------ |
| 1    | KT Rolster B | 6      | 5  | 1  | 0  | 16   | 10       | 8강진출      |
| 2    | Azubu Blaze  | 6      | 4  | 1  | 1  | 13   | 6        | 8강진출      |
| 3    | NaJin Sword  | 6      | 3  | 1  | 2  | 10   | 2        | 8강진출      |
| 4    | CJ ENTUS     | 6      | 2  | 0  | 4  | 6    | -4       | 8강진출      |
| 5    | MVP Blue     | 6      | 0  | 2  | 4  | 2    | -8       | 시드챌린지   |
| 6    | GSG          | 6      | 0  | 2  | 4  | 2    | -8       | 오프라인예선 |

### 8강
- 대진 배정은 12강 A조와 B조가 순위별로 크로스 토너먼트로 하는 것으로 배정되었다, 1~4Set Draft Mode, 5Set Blind Mode로 5전 3선승한 팀이 4강에 진출한다.

| Group   | 대 진 표     | 대 진 표 | 대 진 표     | 대 진 표 | 일 정            |
| ------- | ------------ | -------- | ------------ | -------- | ---------------- |
| Group A | Azubu Frost  | 3        | CJ ENTUS     | 2        | 2012년 12월 26일 |
| Group B | Azubu Blaze  | 3        | LG-IM        | 2        | 2012년 12월 28일 |
| Group C | MVP White    | 0        | NaJin Sword  | 3        | 2013년 1월 2일   |
| Group D | KT Rolster B | 3        | KT Rolster A | 1        | 2013년 1월 4일   |

### 4강
- 8강에서 올라온 4팀이 1~4Set Draft Mode, 5Set Blind Mode로 5전 3선승제로 총 2차전을 치러 2차전을 모두 잡으면 결승전에 진출한다. 단 2차전까지 치른 후 1승 1패가 될 경우엔 단판 최종전(Blind Mode)을 해서 결승 진출팀을 가린다.

| Group   | 대 진 표    | 대 진 표 | 대 진 표     | 대 진 표 | 일 정                            |
| ------- | ----------- | -------- | ------------ | -------- | -------------------------------- |
| Group A | Azubu Frost | 3        | Azubu Blaze  | 2        | 2013년 1월 9일                   |
| Group A | Azubu Frost | 3        | Azubu Blaze  | 2        | 2013년 1월 11일                  |
| Group A | Azubu Frost | -        | Azubu Blaze  | -        | 동률시 단판 데스매치(Blind Mode) |
| Group B | Najin Sword | 3        | KT Rolster B | 1        | 2013년 1월 16일                  |
| Group B | Najin Sword | 3        | KT Rolster B | 0        | 2013년 1월 18일                  |
| Group B | Najin Sword | -        | KT Rolster B | -        | 동률시 단판 데스매치(Blind Mode) |

### 결승전
- 준결승에서 올라온 팀들이 1~4Set Draft Mode, 5Set Blind Mode로 5전 3선승의 경기를 치러 3승을 선취한 팀이 최종 우승을 거머쥔다.

| 대 진 표    | 대 진 표 | 대 진 표    | 대 진 표 | 일 정          |
| ----------- | -------- | ----------- | -------- | -------------- |
| Azubu Frost | 0        | Najin Sword | 3        | 2013년 2월 2일 |

3/4위전
- 준결승에서 패배한 팀들이 1~4Set Draft Mode, 5Set Blind Mode로 5전 3선승의 경기를 치러 3, 4위를 결정한다

| 대 진 표    | 대 진 표 | 대 진 표     | 대 진 표 | 일 정           |
| ----------- | -------- | ------------ | -------- | --------------- |
| Azubu Blaze | 0        | KT Rolster B | 3        | 2013년 1월 25일 |

시드 챌린지
- 시드 챌린지는 12강 각조 5위팀이 맞붙으며 승자가 차기 시즌 시드를 배정받는다. 1~4Set Draft Mode, 5Set Blind Mode로 5전 3선승한 팀이 차기 시즌 시드를 받는다.

| 대 진 표     | 대 진 표 | 대 진 표 | 대 진 표 | 일 정           |
| ------------ | -------- | -------- | -------- | --------------- |
| Najin Shield | 3        | MVP Blue | 1        | 2013년 1월 23일 |

### 결과
- 우승 : Najin Sword
- 준우승 : Azubu Frost
- 3위 : KT Rolster B
- 4위 : Azubu Blaze
- MVP : 윤하운 (Najin Sword - MakNooN)

#### Auction KDA 랭킹
| 부문   | 선수                          | 기록 |
| ------ | ----------------------------- | ---- |
| 탑     | 박상면 (Azubu Frost - Shy)    | 4.50 |
| 정글러 | 조재걸(Najin Sword - Watch)   | 4.84 |
| 미드   | 김상수(Najin Sword - SSONG)   | 5.00 |
| AD     | 고동빈 (KT Rolster B - Score) | 9.81 |
| 서포터 | 장누리 (Najin Sword - Cain)   | 6.83 |